# Adriana Novelli
Adriana Novelli (Roma, 7 gennaio 1918 – 3 ottobre 2010) è stata una montatrice italiana.
Dalla fine degli anni '40 ai primi anni '70 monta una settantina di film, collaborando, fra gli altri, con Luigi Zampa (Vivere in pace), Mario Monicelli (I soliti ignoti) e Vittorio De Sica (La ciociara).

## Filmografia parziale
- Vivere in pace, regia di Luigi Zampa (1947)
- Il caimano del Piave, regia di Giorgio Bianchi (1951)
- Porca miseria!, regia di Giorgio Bianchi (1951)
- Totò e i re di Roma, regia di Mario Monicelli e Steno (1951)
- Mambo, regia di Robert Rossen (1954)
- Proibito, regia di Mario Monicelli (1954)
- L'ombra, regia di Giorgio Bianchi (1954)
- Non c'è amore più grande, regia di Giorgio Bianchi (1955)
- Un eroe dei nostri tempi, regia di Mario Monicelli (1955)
- Totò e Carolina, regia di Mario Monicelli (1955)
- I soliti ignoti, regia di Mario Monicelli (1958)
- La grande guerra, regia di Mario Monicelli (1959)
- Un uomo facile, regia di Paolo Heusch (1959)
- Appuntamento a Ischia, regia di Mario Mattoli (1960)
- La ciociara, regia di Vittorio De Sica (1960)
- Femmine di lusso, regia di Giorgio Bianchi (1960)
- Risate di gioia, regia di Mario Monicelli (1960)
- Il giudizio universale, regia di Vittorio De Sica (1961)
- L'onorata società, regia di Riccardo Pazzaglia (1961)
- I sequestrati di Altona, regia di Vittorio De Sica (1962)
- Il boom, regia di Vittorio De Sica (1963)
- Ieri, oggi, domani, regia di Vittorio De Sica (1963)
- Matrimonio all'italiana, regia di Vittorio De Sica (1964)
- Casanova '70, regia di Mario Monicelli  (1965)

- 3 pistole contro Cesare, regia di Enzo Peri (1967)
- Una sera come le altre, regia di Vittorio De Sica, episodio del film Le streghe (1967)
- Quando dico che ti amo, regia di Giorgio Bianchi (1967)
- Il mostro della domenica, regia di Steno, e La bambinaia, regia di Mario Monicelli, episodi del film Capriccio all'italiana (1967)
- Amanti, regia di Vittorio De Sica (1968)
- Gungala la pantera nuda, regia di Ruggero Deodato (1968)
- Il giardino dei Finzi Contini, regia di Vittorio De Sica (1970)
- I girasoli, regia di Vittorio De Sica (1970)
- Il leone, regia di Vittorio De Sica, episodio del film Le coppie (1970)
- Lo chiameremo Andrea, regia di Vittorio De Sica (1972)